# Exercícios Espirituais de Inácio de Loyola

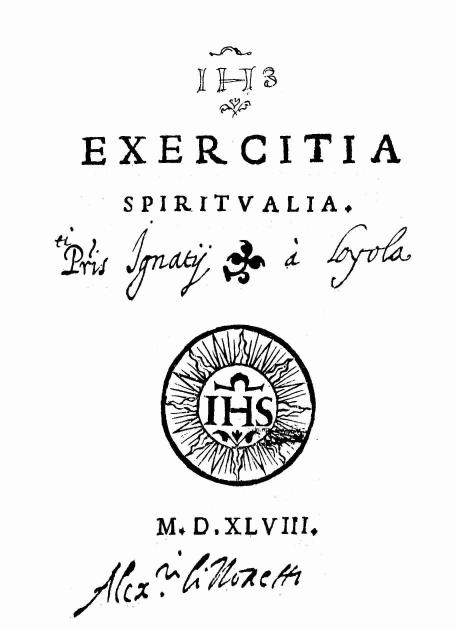
Exercitia spiritualia (1548) Primeira Edição por Antonio Bladio (Roma) (158x108 mm)

Exercícios Espirituais, segundo o santo católico Inácio de Loyola, são "qualquer modo de examinar a consciência, meditar, contemplar, orar vocal ou mentalmente e outras atividades espirituais […] Porque, assim como passear, caminhar e correr são exercícios corporais também se chamam exercícios espirituais os diferentes modos de a pessoa se preparar e dispor para tirar de si todas as afeições desordenadas e, tendo-as afastado, procurar e encontrar a vontade de Deus, na disposição de sua vida para o bem da mesma pessoa".
Partindo deste pressuposto e baseado em sua própria experiência espiritual, Inácio de Loyola escreveu um roteiro a fim de ajudar os outros em seu crescimento espiritual: o livro dos Exercícios Espirituais. Consistem em um modo e um roteiro, totalmente fundamentado na experiência do santo, para ajudar as pessoas a perceber e acolher a íntima ação de Deus em sua vida, e acolhê-la em uma dinâmica de uma participação cada vez mais efetiva na Vida e na Missão de Jesus Cristo.
A prática dos exercícios espirituais tem exercido influência significativa na vida da Igreja Católica ao longo dos séculos. Em 1922, Pio XI declarou e constituiu Santo Inácio de Loyola "Patrono celestial de todos os Exercícios Espirituais e, por conseguinte, de todos os institutos, associações e congregações de qualquer classe que ajudam e atendem aos que praticam Exercícios Espirituais". 
O Papa Pio XI publicou, em 1929, a Encíclica "Mens nostra: Sobre os Exercícios Espirituais", na qual comunicava aos fiéis a sua decisão de estabelecer anualmente um retiro baseado nos Exercícios Espirituais para o Papa e membros da Cúria Romana. 
Após os Exercícios Espirituais na Quaresma de 2008, o Papa Bento XVI desejou que "junto a outras formas louváveis de retiro espiritual, não diminua a participação nos Exercícios Espirituais, caracterizados por esse clima de silêncio completo e profundo que favorece o encontro pessoal e comunitário com Deus e a contemplação do rosto de Cristo".

## Origem
Em 20 de maio de 1521, o então nobre cavaleiro Iñigo Lopez de Loyola, foi gravemente ferido na perna por uma bala de canhão, na Batalha de Pamplona. Durante o longo período de recuperação, Iñigo procura ler livros para passar o tempo, e começa a ler a "Vita Christi", de Rodolfo da Saxônia, e a Legenda Áurea, sobre a vida dos santos, de Jacopo de Varazze, monge cisterciense que comparava o serviço de Deus com uma ordem cavalheiresca.
Inácio se entusiasma com o testemunho heróico dos santos, a partir daí, decide imitar sua vida austera. Aos poucos começa a encontrar sua liberdade espiritual. Refletindo sobre o que se passava no seu íntimo, foi percebendo que os pensamentos sobre Deus e sobre os santos custavam a entrar no seu coração, mas depois deixavam-no contente e com muita paz. Pelo contrário, as vaidades do mundo entravam facilmente, mas depois o deixavam frio e descontente. Inácio começou então a ter a experiência de "discernimento espiritual", isto é: saber distinguir entre a ação de Deus nele e a influência do mal e da própria fraqueza humana, forças que na terminologia da espiritualidade inaciana são denominadas moções.
Já totalmente recuperado, em fevereiro de 1522, Inácio retira-se para Manresa para uma gruta, às margens do Rio Cardoner, nos arredores de Barcelona. A partir de então, passa a anotar os sentimentos que experimentava durante meditações e contemplações e esses registros tornaram-se a base de um pequeno livro chamado Exercícios Espirituais. Dentre as leituras que fez em Manresa, destaca-se Imitação de Cristo, um pequeno livrinho que é editado até hoje em dia.
Os Exercícios Espirituais são fruto dessa conversão de Santo Inácio: propõem os assuntos sobre os quais ele refletiu, meditou e contemplou, como a indicação de atitudes e procedimentos que o moveram a mudar de vida e entregar-se a Deus.
Santo Inácio percebeu que isto poderia ser útil para outras pessoas e por isso anotou tudo o que lhe parecia mais importante. Portanto, o que aparece em seu livro são frutos de suas experiências.
A força dos Exercícios Espirituais reside no fato de que o livro, com cerca de 200 páginas, apresenta um modo e um roteiro, totalmente fundamentado na experiência de Santo Inácio de Loyola, para a pessoa se dispor e se preparar para perceber e acolher a íntima ação de Deus em sua vida e acolhê-la na dinâmica de uma participação cada vez mais efetiva na Vida e na Missão de Jesus Cristo.
Os Exercícios Espirituais são, portanto, um processo, uma metodologia para uma experiência espiritual que tem como ferramenta principal a oração, e como meta o discernimento. Essa experiência deve ser vivida no núcleo mais intimo de cada pessoa, sua afetividade.
O início do processo dos Exercícios Espirituais busca libertar o exercitante dos "afetos desordenados" que o impedem de conhecer e colocar em prática a vontade de Deus.
A meta dos Exercícios é um conhecimento profundo da pessoa de Jesus, a partir da meditação e contemplação de suas palavras e ações, conhecidas a partir da leitura de trechos dos Evangelhos, aliás deve-se dizer que a essência do método é Orar com as Escrituras. Os Exercícios Espirituais conduzem a uma união com o Senhor Jesus, percebida afetivamente, pelo que Santo Inácio chama de consolação espiritual Nesta situação o que faz os Exercícios Espirituais se sente atraído e movido para aderir ao Senhor Jesus participando assim na Sua vida e na realização da Sua missão. Não se trata de um voluntarismo e ascetismo frio, mas, sim de uma união mística e amorosa com o Senhor e Sua missão.
A experiência da união com o Cristo leva o exercitante participar da missão de Jesus em sua própria vida. A experiência do amor de Deus será estendida à realidade: onde o egoísmo humano houver levado ódio, injustiça, e discórdia, o exercitante buscará, sob a bandeira de Cristo, transformar tal realidade, para que os homens possam viver como irmãos, reconhecendo a vontade do Pai Comum (Deus) em relação às realidades que os cercam.

## A Pessoa que os Exercícios Espirituais pretendem formar
1. Uma pessoa que se sente chamada, atraída, movida, conquistada por Jesus Cristo, e, agradecida e com toda liberdade e determinação adere a Ele, numa comunhão de vida e de missão, colocando-se à disposição para trabalhar sob sua bandeira, para recriar nosso mundo e formar uma humanidade nova, que se caracterize pela solidariedade e pela fraternidade, tomando como modelo de vida o próprio Jesus Cristo.
2. Uma pessoa que, pela graça de Deus, dinamizada pelos Exercícios Espirituais, experimentou-se pecador, num mundo pecador, porém se sente amado e resgatado pela obra de Jesus e, agradecido, se sente também atraído e movido para O acompanhar na Sua Missão Redentora.
3. Uma pessoa que, experimentando o amor extremado e efetivo do Cristo, que viveu em si mesmo a condição do pecador e de todo o pecado do mundo, e o vence pela sua morte e ressurreição, sente o desejo e é levada, com muito amor, a seguir vitalmente o Senhor Jesus no seu aniquilamento, na sua pobreza e na sua dedicação para o resgate de todos os seres humanos e de toda a criação. Esta pessoa assume tudo isso não contando nem pensando nas suas próprias forças e disposições, mas sentindo-se abraçada e conquistada por Jesus, atraída e movida por Ele, confiando na graça d´Ele, e dispõe-se a segui-Lo vitalmente na sua vida de opróbrios e exclusões, estando disposta a viver na pobreza e enfrentar os conflitos decorrentes de tal decisão.
4. Uma pessoa que conhece Jesus Cristo intimamente, O ama e deseja ardentemente segui-Lo, identificando-se com seu modo de ser e Sua Missão.
5. Uma pessoa que saiba discernir e que tome as suas resoluções, menores ou maiores, na hora oportuna, baseando-se, sobretudo, não em critérios humanos e normas regulamentares, mas na própria experiência do encontro e da união com o Senhor Jesus caracterizada pela paz, pela fé, esperança e caridade, numa palavra, pela consolação espiritual.
6. Uma pessoa seduzida por Jesus Cristo, envolvida no Seu amor e com o desejo de corresponder a este amor vivendo com Jesus no desempenho de sua missão. Assim, relativiza todos os meios, usando-os tanto quanto forem úteis para a construção do Reino de Deus, desapegando-se de tudo que não conduz a viver de acordo com a vontade do Pai. Esta pessoa sabe que a tarefa na construção do Reino é um Dom de Deus.
7. Uma pessoa que acolhe o Senhor Jesus na Sua totalidade de enviado do Pai para resgatar o ser humano, identificando-se até com o mais excluído e miserável (quanto mais excluído e miserável, mais divino) e admiravelmente restaurando-o para a totalidade do ser humano (quando mais humano, mais divino).
8. Uma pessoa que se reconhece conquistada pelo Senhor e que, conscientemente se entrega totalmente a Ele, e com Ele e n´Ele à Sua missão, e assim, descobre Deus em todas as coisas, se incorpora na ação que Deus está executando no mundo, sendo um contemplativo na ação.
9. Uma pessoa que descobre o Senhor Jesus presente e atuante de diversas maneiras em todas as pessoas e também na natureza, e que se sente chamada a viver e agir no Senhor Jesus não sozinha, mas em conjunto com todas as outras pessoas integradas no Senhor Jesus e com a mesma criação.

## Modalidades nas quais os Exercícios Espirituais podem ser feitos
Os exercícios espirituais são oferecidos por organizações religiosas e leigas de inspiração inaciana. Todas as províncias da Companhia de Jesus mantêm suas casas dedicadas aos retiros inacianos em suas diversas modalidades.
Na modalidade original e oferecidos integralmente, os Exercícios Espirituais de Santo Inácio de Loyola são dados em retiro, a saber, em regime de internato, num período de 30 dias corridos. Santo Inácio de Loyola dava os Exercícios Espirituais de modo personalizado, a cada pessoa em particular, geralmente indo o santo à casa onde o que fazia os exercícios se encontrava. Logo foi introduzido também a modalidade de Exercícios Espirituais para grupos de pessoas.
Existe também a modalidade dos Exercícios Espirituais serem dados em três etapas de 8 a 10 dias, geralmente nas férias de janeiro e julho. Esta modalidade visa atender aos leigos que dificilmente poderão dispor de 30 dias corridos para fazem os Exercícios Espirituais.
É muito frequente também a modalidade dos Exercícios Espirituais condensados em 8 dias, em regime de internato, quer para grupos quer de modo personalizado. Estes Exercícios Espirituais condensados em 8 dias poderão também ser feitos em 4 etapas de 4 fins de semanas.
Ha também os Exercícios Espirituais de Inaciação realizados num fim de semana ou mesmo no período de um feriado prolongado.
Uma outra modalidade já prevista por Santo Inácio de Loyola na anotação 19ª do livrinho dos Exercícios Espirituais para pessoas muito ocupadas e com boa capacidade é a modalidade dos Exercícios Espirituais na Vida Cotidiana (EVC), ou os Exercícios Espirituais em Casa. Nesta modalidade o que faz os Exercícios Espirituais dedica aproximadamente uma hora por dia para o exercício da oração pessoal, assim se dispondo para perceber a ação do Espírito Santo; como também mantem uma atenção durante todo o dia para esta mesma ação. Em entrevistas semanais com a pessoa que lhe dá os Exercícios Espirituais a põe ao par destes movimentos espirituais. Esta, a pessoa que esta dando os Exercícios Espirituais para a outra pessoa, depois de ouvir sua partilha, a ajuda no modo de sua oração, no discernimento, nas opções e também, conforme o que ouviu na partilha, dá a matéria para a sequência dos exercícios de oração. Esta matéria não é dada de modo arbitrário pelo que dá os exercícios, mas, com certa liberdade e adaptação para cada pessoa, segue o que aconteceu na experiência de Santo Inácio de Loyola, concretizada na pessoa que faz os Exercícios Espirituais pelo próprio Espírito Santo. Os Exercícios Espirituais na Vida Cotidiana podem ser dados em grupos, porém atingem maior profundidade quando dados pessoalmente. Neste caso são proveitosos os encontros esporádicos dos que estão fazendo os Exercícios Espirituais para uma enriquecedora partilha.